# Pravé ženy
Pravé ženy (v anglickém originále True Women) je americký dramatický televizní film z roku 1997. Režisérkou filmu je Karen Arthur. Hlavní role ve filmu ztvárnili Dana Delany, Annabeth Gish, Angelina Jolie, Tina Majorino a Rachael Leigh Cook.

## Ocenění
Bruce Broughton byl za hudbu k tomuto filmu nominován na cenu Emmy.

## Obsazení
| Dana Delany                | Sarah McClure                 |
| Annabeth Gish              | Euphemia Ashby                |
| Angelina Jolie             | Georgia Virginia Lawshe Woods |
| Tina Majorino              | mladá Euphemia                |
| Rachael Leigh Cook         | mladá Georgia                 |
| Michael York               | Lewis Lawshe                  |
| Jeffrey Nordling           | Dr. Peter Woods               |
| Salli Richardson-Whitfield | Martha                        |
| Charles S. Dutton          | Josiah                        |
| Haylie Duff                | Extra                         |
| Hilary Duff                | Extra                         |